# Karnaval
Karnaval je francouzský hraný film z roku 1999, který režíroval Thomas Vincent. Snímek měl světovou premiéru na mezinárodním filmovém festivalu v Berlíně dne 11. února 1999.

## Děj
V Dunkerku se právě koná tradiční karneval. Larbi, unavený prací pro svého otce, se rozhodne všeho nechat a začít nový život v Marseille. Při čekání na první ranní vlak se setkává s Béou, která doprovází svého opilého manžela domů. Okamžitě se do mladé ženy zamiluje a ta ho vtáhne do své vášně pro karneval.

## Obsazení
| Sylvie Testudová  | Béa           |
| Amar Ben Abdallah | Larbi         |
| Clovis Cornillac  | Christian     |
| Martine Godart    | Isabelle      |
| Jean-Paul Rouve   | Pine          |
| Thierry Bertein   | Gigi          |
| Dominique Baeyens | Doriane       |
| Hervé Pierre      | Verhoeven     |
| Malek Kateb       | Larbiho otec  |
| Karim Attia       | Nasser        |
| Manon Seys        | Émilie        |
| Christiane Billat | Larbiho matka |

## Ocenění
- Cena Michela Simona: Sylvie Testud.
- César: nominace v kategoriích nejlepší filmový debut (Thomas Vincent), nejslibnější herečka (Sylvie Testudová) a nejslibnější herec (Clovis Cornillac)